# 深空
「深空」（しんくう）は、ROUAGEのメジャー9枚目のシングル。1998年10月7日発売。マーキュリー・ミュージックエンタテインメント（現・ユニバーサルミュージック）よりリリース。

## 収録曲
1. 深空
  - 作詞 - KAZUSHI / 作曲 - RIKA / 編曲 - ROUAGE+Akira Nishihira
2. 昇るブタ
  - 作詞 - KAZUSHI / 作曲 - RIKA / 編曲 - ROUAGE+Akira Nishihira